# Vincent Trummer
Vincent Trummer (* 18. Mai 2000) ist ein österreichischer Fußballspieler.

## Karriere

### Verein
Trummer begann seine Karriere beim SV Mühldorf. Zur Saison 2012/13 wechselte er in die Jugend des SK Sturm Graz, bei dem er später auch in der Akademie spielte. Zur Saison 2017/18 rückte er in den Kader der Amateure von Sturm. Sein Debüt für diese in der Regionalliga gab er im August 2017, als er am fünften Spieltag jener Saison gegen die Union St. Florian in der 72. Minute für Andre Muhr eingewechselt wurde. Bis Saisonende kam er zu sieben Einsätzen in der Regionalliga.
Im März 2019 erzielte er bei einem 3:0-Sieg gegen den ATSV Stadl-Paura sein erstes Tor in der dritthöchsten Spielklasse. Im September 2019 stand er gegen den SCR Altach erstmals im Profikader der Grazer, kam jedoch nicht zum Einsatz. Kurz darauf rückte er fest in den Kader der Profis. Sein Debüt in der Bundesliga gab er im Februar 2020, als er am 19. Spieltag der Saison 2019/20 gegen die SV Mattersburg in der Startelf stand und in der 83. Minute durch Thomas Schrammel ersetzt wurde. Am 18. Mai 2020 gab der SK Sturm Graz die Vertragsverlängerung mit Trummer bekannt; der junge Defensivspieler wurde bis Sommer 2023 an den Verein gebunden. Bis zum Ende der Saison 2019/20 kam er zu elf Bundesligaeinsätzen. Weitere sollten allerdings nie mehr folgen, denn die komplette Saison 2020/21 verpasste er mit einem Kreuzbandriss. Anschließend spielte er nach seiner Genesung in der Saison 2021/22 ausschließlich für die Amateure der Grazer, mit denen er zu Saisonende den Aufstieg in die 2. Liga schaffte.
Nachdem er auch in der Saison 2022/23 bis zur Winterpause nur für die Reserve zum Einsatz gekommen war, wechselte Trummer im Jänner 2023 zum Zweitligisten SV Lafnitz. Für Lafnitz spielte er bis Saisonende elfmal in der 2. Liga. Zur Saison 2023/24 wechselte er nach Tschechien zum Erstligisten Dynamo Budweis. Dort riss er sich im November 2024 zum zweiten Mal in seiner Karriere das Kreuzband. Für Budweis kam er insgesamt zu 43 Einsätzen in der Chance Liga. Nachdem Dynamo aus dem Oberhaus abgestiegen war, verließ er den Verein nach der Saison 2024/25.

### Nationalmannschaft
Trummer debütierte im August 2018 gegen Zypern für die österreichische U-19-Auswahl. Im Juni 2019 kam er gegen die Schweiz erstmals für die U-20-Mannschaft zum Einsatz.